# Lea
Lea (în ebraică לֵאָה, transliterat Le'ah; în Septuaginta Λεία, în Vulgata Lia) este personaj din cartea Genezei, fiica cea mare a lui Laban, soția lui Iacob, ca și sora ei Rahela. 
Ei locuiau în Padan-Aram Gen, 25.20. Lea este mama lui Ruben, Simeon, Levi, Iuda, Isahar, Zabulon și a Dinei. 
Roaba ei Zilpa a conceput cu Iacob doi fii: Gad și Așer. 